# イヴァン・マエウスキ
イヴァン・マエウスキ（ベラルーシ語: Iван Маеўскi、ロシア語: Иван Маевский、1988年5月5日 - ）は、ベラルーシの元サッカー選手。元ベラルーシ代表。現役時代のポジションはMF。

## クラブ歴
2008年にFCヴェルティカリ・カリンコヴィチで選手となり、2009年にFCパルチザン・ミンスクに加入。2012年にFCミンスクに移籍した。2015年1月にエクストラクラサのザヴィシャ・ブィドゴシュチュに移籍。7月7日に3年契約でFCアンジ・マハチカラに移籍。
2017年1月26日にFCアスタナに移籍した。
2021年1月13日、FCロートル・ヴォルゴグラードに移籍した。
2021年7月13日、NKツェリェに移籍した。

## 代表歴
2015年3月27日に行われたUEFA EURO 2016予選のマケドニア共和国代表戦で代表初出場。

## タイトル
FCミンスク
- ベラルーシ・カップ: 2012-13

FCアスタナ
- カザフスタン・プレミアリーグ: 2017, 2018, 2019
- カザフスタン・スペルクボグィ: 2018. 2019, 2020